# Johann Stieglitz

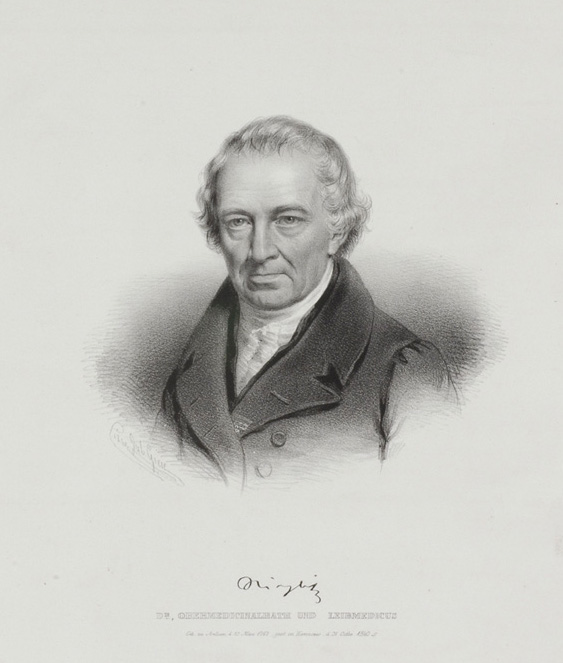
„Obermedicinalrath und Leibmedicus“: Johann Stieglitz nebst Unterschrift;
Lithographie von Julius Giere, um 1840

Johann Stieglitz (auch: Johannes Stieglitz, * als Israel Stieglitz am 10. März 1767 in Arolsen; † 30. Oktober 1840 in Hannover) war ein deutscher Arzt und Autor, der ab 1789 in Hannover wirkte.

## Leben

### Familie
Israel Stieglitz wurde als Sohn des Schutzjuden und Fürstlich-Waldeckschen Kammeragenten Lazarus Stieglitz und dessen Ehefrau Friederike Luise, geb. Marc geboren und war der Bruder des späteren Bankiers Ludwig Stieglitz. Der Dichter Heinrich Wilhelm Stieglitz war sein Neffe zweiten Grades.

### Werdegang
Israel Stieglitz besuchte das Gymnasium in Gotha, studierte anfangs Philosophie in Berlin und ab November 1786 Medizin in Göttingen.
Seit seiner Studienzeit in Göttingen war er mit Wilhelm von Humboldt befreundet, dem er beim Baden sogar das Leben rettete: „Er (Humboldt) badete mit seinem Freunde Stieglitz, dem nachherigen hannöverschen Leibarzt, bei Göttingen abends in der Leine und geriet in einen Strudel, der ihn fortriß; nach vergeblichem Ringen hielt er sich für verloren und rief dem Freunde zu: ‚Stieglitz, ich ertrinke, aber es tut nichts!‘ Doch dieser sprang ihm nach und rettete ihn.“ ()
Stieglitz wurde 1789 in Göttingen promoviert und ließ sich anschließend als Arzt in Hannover nieder. 1792 heiratete er Jente (Sophie Jeanette) Ephraim (1764–1843), Tochter des Berliner Unternehmers Benjamin Veitel Ephraim und seiner Frau Gutche, geb. Philipp (1743–1812). Im Jahre 1800 konvertierte das Ehepaar mit den beiden Söhnen vom Judentum zum Christentum. Sie ließen sich in der evangelisch-lutherischen Michaeliskirche in Ronnenberg durch den Ronnenberger Superintendenten Johann Konrad Achaz Holscher, zu dessen Sprengel die selbständige Neustadt vor Hannover gehörte, taufen. Taufzeuge war u. a. der Konsistorialrat Johann Christoph Salfeld, Abt des Klosters Loccum. Israel Stieglitz hieß seitdem Johannes Stieglitz, seine Frau erhielt die Namen Jeanette Sophie, seine Söhne hießen Carl Ludwig und Wilhelm Adolph. 1802 wurde der Christ Johann Stieglitz zum Hofmedikus ernannt, 1806 zum ersten Leibmedikus, 1820 Hofrat und schließlich 1832 Obermedizinalrat und Direktor des Obermedizinalkollegiums in Hannover, und somit „erstes und vorsitzendes Mitglied aller in Hannover errichteten ärztlichen Collegien für Civil und Militär“. Diese bürgerliche Karriere wäre ihm ohne christliche Taufe nicht möglich gewesen.
Bereits 1805 war Stieglitz mit dem Beinamen Philumenus IV. in die Deutsche Akademie der Naturforscher Leopoldina (Matrikel-Nr. 1031) und in die Göttinger Akademie der Wissenschaften aufgenommen worden.
Stieglitz veröffentlichte längere Zeit „ausführliche Beurtheilungen wichtiger medicinischer Erscheinungen“ und bekämpfte erfolgreich Irrlehren der Medizin wie das Brown’sche System und den Mesmerismus, etwa bei der Behandlung des Scharlachfiebers, wodurch sein Name weit über die Grenzen des Königreichs Hannover bekannt wurde.

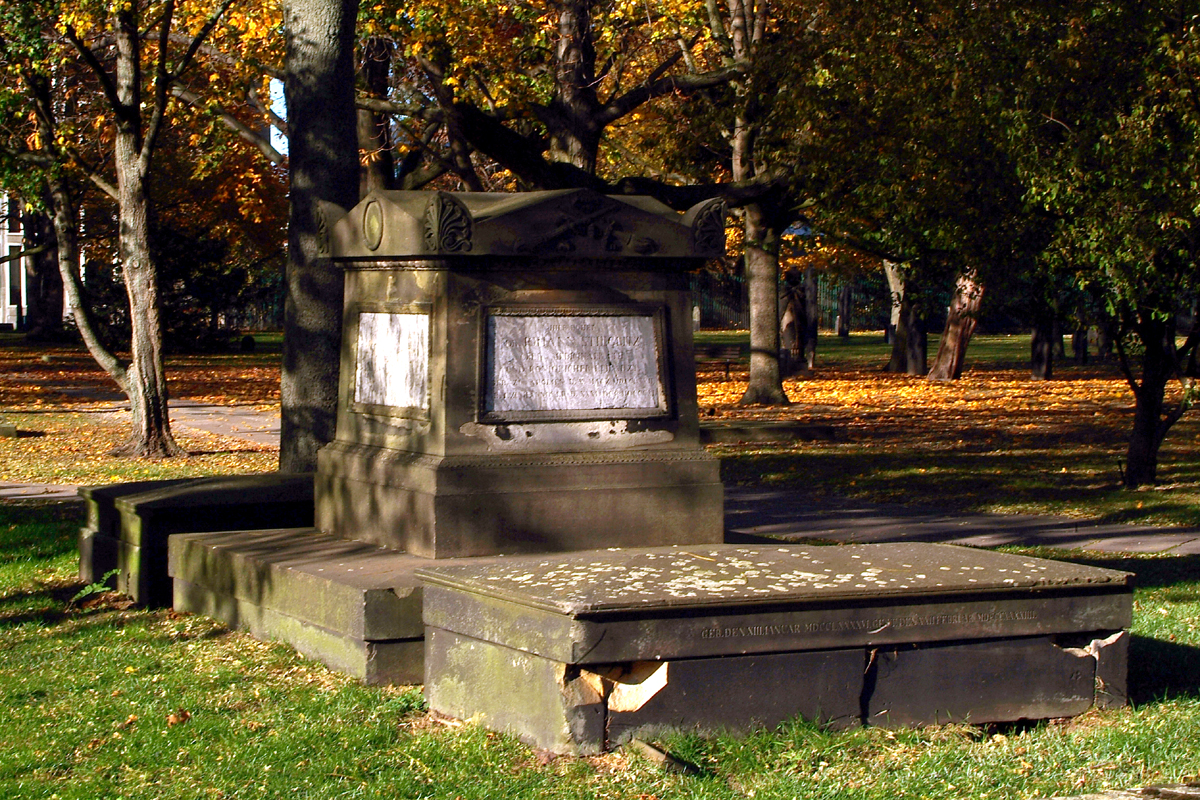
Grabmal auf dem Neustädter Friedhof

Johann Stieglitz’ denkmalgeschütztes Grabmal auf dem Neustädter Friedhof, für das der Hofbaumeister Georg Ludwig Friedrich Laves nachweislich einen Entwurf lieferte, trägt die Inschrift:

„Zu helfen der leidenden Menschheit, zu streben nach Wahrheit, zu beglücken die Seinen,

war bis zum letzten Athemzuge seines schönen Lebens heiliger Zweck.“

## Ehrungen

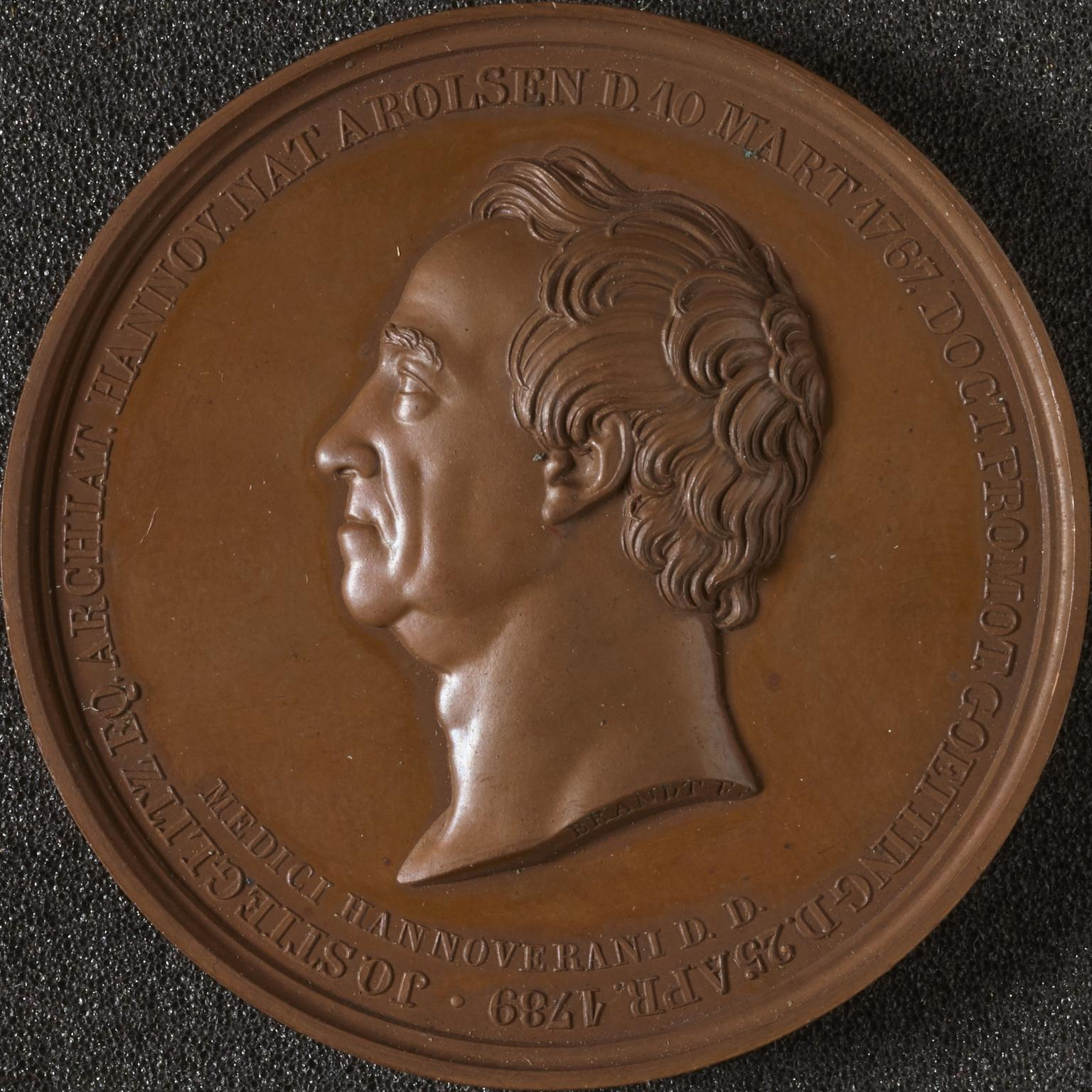
Vom Ärzteverein Hannover gestiftete, vom Medailleur Franz Brandt auf den 25. April 1839 datierte Bronzemedaille mit dem Porträt von Stieglitz nach links;
Science Museum, London

- 1839, noch zu Lebzeiten von Johann Stieglitz, stiftete der Ärzteverein Hannover eine Medaille anlässlich des 50-jährigen Doktor-Jubiläum von Stieglitz mit dessen Porträt; Bronze und Silber, 45 mm, Medailleur: Henri Francois Brandt (1789–1845). Literatur: Hildegard Lehnert (Enkelin), Berlin 1897, Nr. 76.
- 1839, auch aus Anlass des Doktorjubiläums, „Kommandeur“ des hannoverschen Guelphen-Ordens

## Schriften
- Dissertatio inavgvralis De morbis venereis larvatis. Dissertation, Göttingen 1789.
- Ueber das Zusammenseyn der Aerzte am Krankenbett, und über ihre Verhältnisse unter sich überhaupt. Hahn, Hannover 1798.
- Versuch einer Prüfung und Verbesserung der jetzt gewöhnlichen Behandlungsart des Scharlachfiebers. Hahn, Hannover 1807.
- Ueber den thierischen Magnetismus. Hahn, Hannover 1814.
- Pathologische Untersuchungen. 2 Bände. Hahn, Hannover 1832.
- Über die Homöopathie. Hahn, Hannover 1835.